# Mary Anderson (skådespelare)

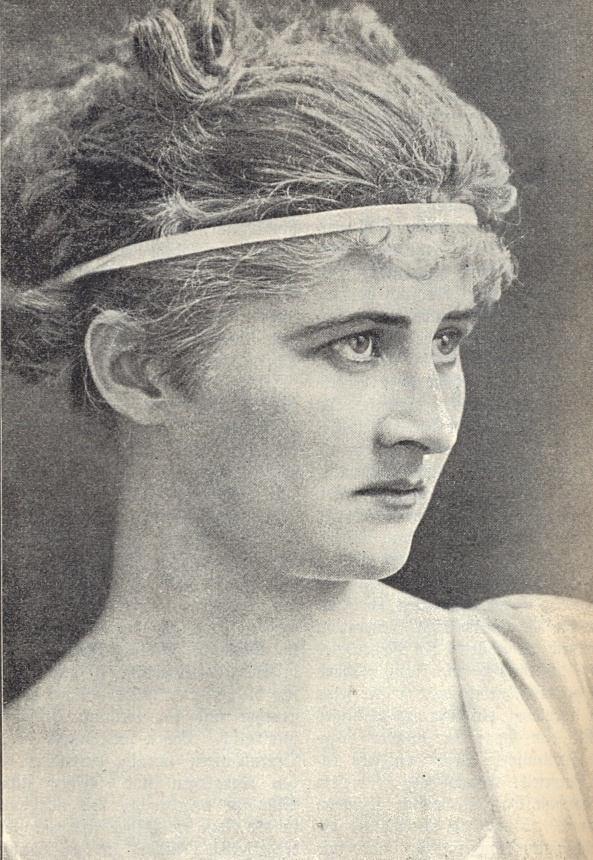
Mary Anderson

Mary Anderson, född 28 juli 1859, död 29 maj 1940, var en amerikansk skådespelerska.
Anderson debuterade 1875 och hade från 1885 även i England framgång med sina sällsynt sköna yttre företräden understödda av äkta temperament burna framställningar, särskilt av Shakespeares hjältinnor, bland vilka Julia i Romeo och Julia, Hermione i En vintersaga under olika perioder räknades som hennes glansroller.